# Malitsa

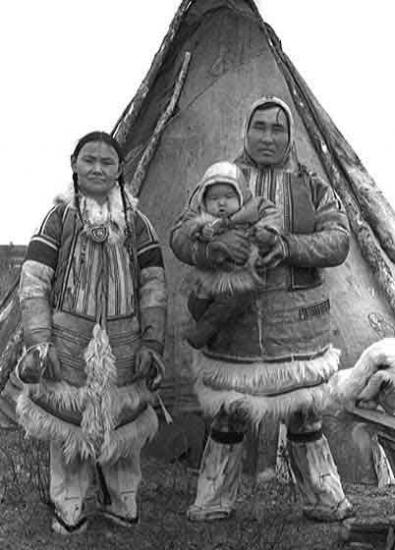
homme et enfant habillés d'une malitsa et femme habillé d'une jaguschka

La malitsa (russe : Малица) est un manteau en peau de renne, avec capuche et gants intégrés surtout utilisé par les peuples du Nord, notamment les Nénètses, et de Sibérie.

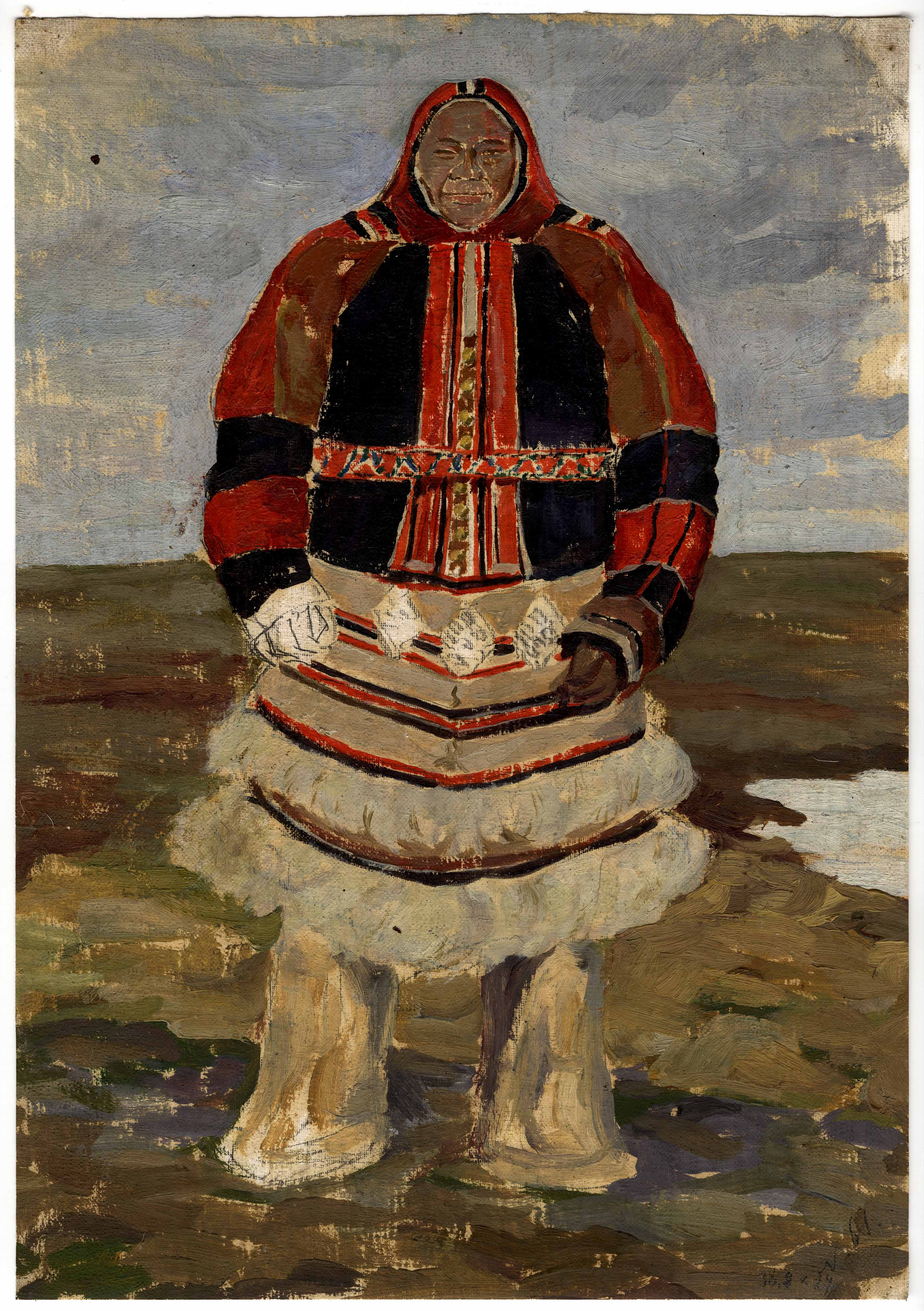